# Episodi di Chainsaw Man

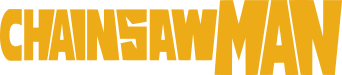
Il logo della serie

Chainsaw Man è una serie televisiva anime basata sul manga con lo stesso titolo, scritto e illustrato da Tatsuki Fujimoto. La serie, prodotta da MAPPA, è stata annunciata il 14 dicembre 2020, adatta i primi 38 capitoli della serie manga, è diretta da Ryū Nakayama (direttore) e Makoto Nakazono (direttore capo degli episodi), con dialoghi di Hiroshi Seko, il design dei personaggi di Kazutaka Sugiyama e il design dei diavoli di Kiyotaka Oshiyama, Tatsuya Yoshihara è direttore dell'azione mentre Yūsuke Takeda è il direttore artistico, Naomi Nakano è l'artista del colore. La colonna sonora è composta da Kensuke Ushio.
La serie segue la storia di Denji, un giovane in difficoltà economiche che stipula un contratto e che si fonde con un diavolo dalle fattezze di un cane di nome Pochita, acquisendo l'abilità di trasformare parti del suo corpo in motoseghe. Denji in seguito si unisce ai Devil Hunter della pubblica sicurezza, un'agenzia governativa che combatte i diavoli ogni volta che essi diventano una minaccia per il Giappone.
La serie è stata trasmessa su TV Tokyo e altre reti dal 12 ottobre al 28 dicembre 2022. La sigla iniziale è intitolata Kick Back di Kenshi Yonezu, mentre ogni episodio ha una differente sigla di chiusura. Crunchyroll possiede la licenzia per la trasmissione della serie al di fuori dell'Asia e ha iniziato a trasmetterla con sottotitoli in inglese il 25 ottobre 2022, dal 21 febbraio al 9 maggio 2023 viene pubblicata anche doppiata in italiano. Medialink possiede i diritti per l'Asia-Pacifico.

## Lista episodi

### Prima stagione
| Nº | Titolo italiano Giapponese 「Kanji」 - Rōmaji | In onda          | In onda          |
| Nº | Titolo italiano Giapponese 「Kanji」 - Rōmaji | Giapponese       | Italiano         |
| 1  | Cane e Motosega 「犬とチェンソー」 - Inu to Chensō | 11 ottobre 2022  | 21 febbraio 2023 |
| 1  | Il sedicenne Denji è afflitto da un grosso debito lasciatogli dal padre morto suicida. Per ripagare il debito, Denji lavora come Devil Hunter con Pochita, un diavolo motosega dalle fattezze di cane. Dopo avere terminato un incarico per conto di un boss della yakuza, Denji racconta a Pochita il suo sogno di vivere una vita pacifica e di accasarsi con una partner. In seguito il boss porta Denji in un magazzino abbandonato per un lavoro, dove rivela che la sua fazione si è alleata con un Diavolo Zombie, il quale fa Denji a pezzi. Il sangue del protagonista scorre sulla bocca di Pochita e Denji ha una visione di Pochita che afferma che diventerà il cuore del ragazzo in cambio della realizzazione del suo sogno. Denji si confronta nuovamente con il Diavolo Zombie e tirando la corda di Pochita, che ora è in mezzo al suo petto, può trasformarsi in un ibrido diavolo-uomo che gli permette di fare crescere delle motoseghe dalla testa e dalle braccia. Con esse uccide il Diavolo Zombie e gli zombie della yakuza. Il mattino successivo, il massacro viene scoperto da un gruppo di Devil Hunter della pubblica sicurezza. Il loro capo, Makima, abbraccia Denji dietro sua richiesta, facendolo tornare in forma umana. Questa si offre di mantenere Denji in vita e di nutrirlo, per la sua gioia. |                  |                  |
| 2  | Arrivo a Tokyo 「東京到着」 - Tōkyō tōchaku | 18 ottobre 2022  | 28 febbraio 2023 |
| 2  | Denji e Makima arrivano al quartier generale dei Devil Hunter a Tokyo dopo avere mangiato in un'area di servizio. Denji spera di fare squadra con Makima, ma questa gli presenta Aki Hayakawa, un Devil Hunter della pubblica sicurezza che lo porta in pattugliamento. Aki e Denji si scontrano in combattimento, con Aki che dice a Denji di abbandonare il lavoro. Denji crede che il motivo sia che anche Aki prova dei sentimenti per Makima. I due poi fanno ritorno a Makima, che gli dice di lavorare assieme. Il giorno successivo i due sono in missione per uccidere un Majin, cosa che Denji fa con un'ascia. Dopo che Aki incolpa Denji di non prendere il lavoro con serietà, Denji realizza di avere bisogno di un obiettivo da raggiungere. Decide così che il suo obiettivo è palpare dei seni. Tornati al quartier generale, Makima presenta a Denji la sua nuova compagna, Power, la quale è essa stessa un Majin. Denji è sorpreso e si chiede come un Majin possa essere un Devil Hunter. Dopo avere ricevuto spiegazioni da Makima sulla nuova squadra sperimentale, Denji esce a pattugliare con Power, che si dimostra fastidiosa. Denji crede che Aki lo abbia fatto mettere in squadra con lei per farlo licenziare. Mentre sono alla ricerca di diavoli, Power sente odore di sangue e comincia a correre verso un diavolo cetriolo di mare. Quando lo avvista salta da un edificio e lo uccide usando un martello formatosi dal suo stesso sangue. |                  |                  |
| 3  | Dov’è Nyako 「ニャーコの行方」 - Nyāko no yukue | 25 ottobre 2022  | 7 marzo 2023     |
| 3  | L'uccisione del Diavolo Cetriolo di mare attira l'attenzione pubblica, mentre Denji e Power iniziano ad accusarsi l'un l'altro prima di essere fermati da Makima, che dice loro di lavorare assieme e di non correre altri rischi. Nel tentativo di andare d'accordo con Power, Denji inizia a flirtare, cosa di cui Power si accorge, dicendogli che se ucciderà il Diavolo Pipistrello, che ha rapito il suo gatto Nyako, gli permetterà di toccare il suo petto. Denji acconsente e i due si recano in una casa abbandonata, dove Power fa cadere Denji incosciente, rivelando il suo proposito di darlo in pasto al diavolo, bisognoso di sangue umano per curarsi, in cambio della liberazione del suo gatto. Il Diavolo Pipistrello spreme il sangue da Denji ma questo ha un cattivo sapore, rifiutando di liberare l'animale e inghiottendo il gatto e Power, prima di dirigersi verso la città per nutrirsi nuovamente. Denji sopravvive e gli si aggrappa, facendolo schiantare sulla città dopo avere estratto le sue motoseghe. Esausto dopo un lungo combattimento ma avendo fatto una promessa a Power, uccide il diavolo strappandogli lo stomaco e liberando Power e Nyako. |                  |                  |
| 4  | Salvataggio 「救出」 - Kyūshutsu | 1º novembre 2022 | 14 marzo 2023    |
| 4  | Dopo avere sconfitto il Diavolo Pipistrello, la sopravvissuta Power è stupefatta dalla tenacia di Denji e gli permette di toccarle il petto. Tuttavia giunge il Diavolo Sanguisuga, che strappa un braccio a Denji, il quale cerca di trasformarsi nell'uomo motosega ma la mancanza di sangue dovuta al combattimento precedente gli impedisce la trasformazione completa, facendogli spuntare solo una piccola motosega sulla testa. Con in testa il suo sogno, Denji affronta comunque la sanguisuga, infliggendole alcuni danni. Tuttavia non riesce ad avere la meglio e mentre sta per essere ucciso, giunge Aki e sconfigge la sanguisuga con l'aiuto del potente Diavolo Volpe. In seguito, Aki spiega di essere riuscito a riattaccare il braccio di Denji dopo una trasfusione di sangue e il suo rapporto con il Diavolo Volpe, con il quale ha stretto un patto. Aki dice poi che sia Denji che Power potrebbero essere puniti ma si offre di coprirli se Denji starà alle sue regole. Questi accetta così Aki ottiene l'approvazione di Makima per tenerli in vita. Tutto ciò però porta anche Power a vivere nell'appartamento di Aki, scatenando la confusione. Power dimostra di ricordare la promessa fatta a Denji. |                  |                  |
| 5  | Il Diavolo pistola 「銃の悪魔」 - Jū no akuma | 8 novembre 2022  | 21 marzo 2023    |
| 5  | L'esperienza di Denji di toccare i seni di Power si rivela deludente, con Makima che afferma che ciò dipenda dal non conoscere abbastanza il partner. Questa lo provoca sessualmente e gli concede di toccarle il petto, lasciando Denji senza parole. In seguito Makima si offre di esaudire un desiderio a sua scelta se riuscisse a uccidere il Diavolo Pistola, una potente entità responsabile di un milione di morti, inclusa la famiglia di Aki. Utilizzando alcuni frammenti del corpo del Diavolo Pistola che indicano dove si trova il diavolo, la Pubblica Sicurezza scopre un diavolo nascosto in un albergo e manda a neutralizzarlo la squadra di Aki, formata da Denji, Power, Himeno la vecchia amica di Aki, la timida Kobeni Higashiyama e il risoluto Hirokazu Arai. Per motivare i novellini, Himeno offre un bacio sulla guancia al primo che riesca a uccidere il diavolo e un bacio alla francese nel caso vi riesca Denji, deliziandolo. Prima di entrare, Aki ricorda il suo primo incontro con Himeno in un grande cimitero per le vittime del Diavolo Pistola, con la ragazza che afferma che tutti i suoi cinque precedenti partner sono morti e chiedendogli di rimanere in vita. All'ottavo piano, la squadra trova una testa che cammina, velocemente uccisa da Power, mentre Himeno rivela il suo patto con il Diavolo Fantasma, che le consente di utilizzare una potente mano invisibile. Tuttavia, la squadra si rende presto conto di essere intrappolata all'ottavo piano. |                  |                  |
| 6  | Uccidete Denji 「デンジを殺せ」 - Denji o korose | 15 novembre 2022 | 28 marzo 2023    |
| 6  | I Devil Hunter cercano un modo di fuggire ma Aki nota che tutti gli orologi del piano si sono bloccati, rendendoli perciò completamente tagliati fuori dal mondo esterno. Per tale motivo inizio a cercare risorse per sopravvivere. Dopo che Denji nota che Himeno fuma la stessa marca delle sigarette di Aki, lei rivela che di essere stata lei stessa ad introdurlo al fumo dopo averla vendicata dalla fidanzata infuriata di uno dei suoi precedenti partner deceduti che l'aveva schiaffeggiata. Rivela inoltre si sapere che Aki vuole vivere una lunga vita malgrado sia un Devil Hunter. Aki fa ritorno nella stanza e rivela che il diavolo che avevano precedentemente ucciso si è ingrandito. La mostruosa massa di carne si rivela essere il Diavolo Eternità e offre loro la libertà in cambio della morte di Denji. Kobeni attacca Denji ma Himeno e Aki lo difendono, affermando che non lo uccideranno. Col passare del tempo la paura di Kobeni e Hirokazu cresce e il diavolo diventa ancora più grande, ruotando l'intero piano verticalmente. Una disperata Kobeni si lancia all'attacco di Denji con un coltello ma Aki interviene, venendo colpito egli stesso, devastando Himeno. Mentre Power tenta di fermare il suo sanguinamento, Denji deduce che il diavolo è spaventato dalle motoseghe così si lancia verso di lui, deciso a smembrarlo dall'interno. |                  |                  |
| 7  | Il sapore del bacio 「キスの味」 - Kisu no oaji | 22 novembre 2022 | 4 aprile 2023    |
| 7  | Denji inizia a fare a pezzi senza pietà il Diavolo Eternità dall'interno, ma anche il diavolo lo ferisce costantemente, tuttavia Denji riesce a rigenerarsi bevendo il sangue del diavolo. Dopo aver visto la pazzia di Denji, Himeno ricorda quando aveva visitato le tombe dei suoi vecchi partner con il suo mentore, Kishibe, che le aveva detto che i cacciatori sani di mente prima o poi vanno incontro alla morte, affermando che Aki sia leggermente pazzo per voler uccidere il Diavolo Pistola. In un ristorante aveva tentato senza successo di convincere Aki dall'abbandonare il proposito di ucciderlo e di passare a essere dei cacciatori privati. Tornata al presente, una sollevata Himeno capisce che qualcuno pazzo come Denji potrebbe uccidere il Diavolo Pistola senza mettere a rischio la vita di Aki. Dopo tre giorni, Denji senza pietà riesce finalmente a vincere la resistenza del diavolo, che gli offre il suo cuore per porre fine alle sue sofferenze. Dopo averlo ucciso, il gruppo si reca in un ristorante per conoscersi meglio. Malgrado si stiano divertendo, Kobeni appare terrificata dopo che Fushi, un veterano, dimostra che le vite dei cacciatori finiscono incredibilmente spesso, dopo che menziona che il novellino sotto la sua protezione era morto il giorno precedente. Himeno si ubriaca pesantemente e dà a Denji il suo bacio ma vomita nella sua bocca. Denji sviene e Himeno lo porta nel suo appartamento dove, ancora molto ubriaca, si offre di fare sesso con lui. |                  |                  |
| 8  | Spari 「銃声」 - Jūsei | 29 novembre 2022 | 11 aprile 2023   |
| 8  | Denji rifiuta le avance sessuali di Himeno, ricordando la notte precedente quando Makima gli ha dato indirettamente un bacio attraverso un leccalecca. La mattina successiva, Himeno non ricorda nulla a causa della sbronza e propone a Denji di diventare amici. Questi acconsente di aiutare Himeno a mettersi con Aki se lei lo aiuta con Makima. Nel frattempo il Diavolo Pistola ha coordinato un attacco per sterminare i Devil Hunter della Pubblica Sicurezza di Tokyo, che si stanno avvicinando a scoprire il luogo in cui si trova. Mentre vari civili a Tokyo utilizzano delle pistole ottenute illegalmente per uccidere i Devil Hunter, Makima viene colpita dai proiettili sparati da vari uomini mentre si trova su un treno diretto a Kyoto. Al bar, Denji viene colpito alla testa da un proiettile sparato dal nipote del boss della yakuza ucciso all'inizio della serie, mentre a Himeno viene ferita al petto. Aki prova a uccidere l'uomo ricorrendo al Diavolo Volpe ma questi si rivela anch'egli un ibrido diavolo-umano con il Diavolo Katana. Aki inizialmente sconfigge l'uomo ma quando sopraggiunge la sua partner, Akane Sawatari, si trova in difficoltà. Una morente Himeno dona il suo corpo al Diavolo Fantasma, che si manifesta nella sua forma completa e ha la meglio sull'uomo-katana. Akane usa il Diavolo Serpente per abbattere il Diavolo Fantasma, uccidendolo apparentemente e salvando il suo partner, mentre Himeno scompare completamente. |                  |                  |
| 9  | Da Kyoto 「京都より」 - Kyōto yori | 6 dicembre 2022  | 18 aprile 2023   |
| 9  | Dopo essere stato mangiato dal Diavolo Serpente, una delle mani del Diavolo Fantasma tira la corda nel petto di Denji, riportandolo in vita. Affronta così l'uomo-katana ma finisce per essere tagliato a metà. Akane e i suoi sottoposti portano la parte superiore di Denji in un camioncino. Makima è viva e giunge a Kyoto dopo avere ucciso i suoi assalitori. Lì incontra Yutaro Kurose e Michiko Tendo, impiegati della Pubblica Sicurezza a Kyoto, chiedendo loro di portarle dei condannati del braccio della morte in un tempio in altitudine. I membri del gruppo di Akane iniziano a esplodere, finché rimangono solo Akane e l'uomo-katana. Akane tenta di avere conferma della morte di Makima e comprende che c'è lei dietro le esplosioni. Nel frattempo, al tempio, Makima chiede ai condannati di recitare i nomi dei membri della gang e, così facendo, esegue un rituale che uccide entrambi. Kobeni raggiunge Denji e combatte contro Akane e l'uomo-katana (ora tornato in forma umana) con un coltello e una pistola. Mentre i due fuggono con un veicolo, Kobeni si scusa con Denji per avere tentato di ucciderlo e piange la morte di Hirokazu e il fatto che quel lavoro la sta disorientando mentalmente. Tornata a Tokyo, Makima riceve un aggiornamento da Madoka (che poco dopo si dimette) per cui le divisioni dalla 1 alla 4 verrano fuse, dal momento che sono rimasti in vita principalmente i membri non umani. Makima rifiuta di rispondere quando le viene chiesto se avesse previsto i recenti attacchi e se ne va con Kurose e Tendo.                                                                        |                  |                  |
| 10 | Sempre più a pezzi 「もっとボロボロ」 - Motto boroboro | 13 dicembre 2022 | 25 aprile 2023   |
| 10 | Denji e Power visitano Aki in ospedale e gli riferiscono che, a parte lui, sono sopravvissuti all’assalto solo Kobeni e Madoka. Aki piange la morte di Himeno prima che Kurose e Tendo giungano a chiedergli il suo rapporto e se abbia intenzione di continuare il servizio. Egli risponde di volere vendicare la sua famiglia e Himeno, perciò Kurose e Tendo gli chiedono di stipulare un nuovo patto con un diavolo più potente, dal momento che il Diavolo Volpe rifiuta di lavorare ancora con Aki. In seguito gli fa visita la sorella di Himeno che gli consegna delle lettere in cui le aveva scritto di volere salvare Aki dal suo lavoro. Makima porta Denji e Power al cimitero per fargli incontrare Kishibe, il Devil Hunter della Divisione 1 allenatore di Himeno e Aki. Autoproclamatosi il Devil Hunter più potente, inizia ad allenarli per diventare più forti, uccidendo Denji e quasi uccidendo Power ripetutamente. Dopo un’intera giornata con dozzine di uccisioni e sangue per farli recuperare, Kishibe li rimanda a casa. Il giorno successivo, Denji e Power progettano attentamente come colpire Kishibe, ma questi li batte nuovamente senza sforzo. Tendo e Kurose portano Aki in una prigione dove vengono tenuti i diavoli ancora in vita, dove gli viene detto di stringere un patto con il Diavolo Futuro. |                  |                  |
| 11 | Via alla missione 「作戦開始」 - Sakusen kaishi | 20 dicembre 2022 | 2 maggio 2023    |
| 11 | Il Diavolo Futuro dà ad Aki il suo potere senza chiedere nulla in cambio poiché vede una morte spettacolare nel suo futuro. L’allenamento di Kishibe si rivela fruttuoso, dal momento che viene ferito con un singolo taglio. Il maestro dice a Denji e Power che l’intera divisione speciale e altre divisioni della Pubblica Sicurezza stanno programmando un grosso assalto a una sezione della yakuza affiliata con il Diavolo Pistola. Makima si incontra con il capo della yakuza di Tokyo e viene a conoscenza dei nomi di tutti i collaboratori del Diavolo Pistola all’interno della yakuza, usando tale informazione per eliminare diversi nemici nei paraggi. Mentre i membri rimanenti della divisione speciale entrano nel nascondiglio della yakuza, Kishibe trattiene i poliziotti e i Devil Hunter normali dall’entrare, spiegando che la divisione speciale è ora composta quasi interamente da non umani; procede inoltre a spiegare le abilità di ognuno. I Devil Hunter combattono l’orda di zombie che infesta il seminterrato, lasciata dal precedente capo della yakuza che aveva stretto un patto con il Diavolo Zombie. Mentre Power, il Majin Squalo, il Majin Violenza, il Diavolo Ragno e il Diavolo Angelo rimangono in basso per sconfiggere l’orda, Aki e Denji salgono per affrontare Akane e l’uomo-katana, chiamato Samurai Sword. Aki incontra Akane, che usa il Diavolo Serpente per liberare il Diavolo Fantasma e scatenarglielo contro. L’abilità di previsione del Diavolo Futuro permette ad Aki di combattere contro il Diavolo Fantasma, prima di arrendersi alle sue infinite braccia e venire strozzato. |                  |                  |
| 12 | Katana VS Motosega 「日本刀VSチェンソー」 - Nihontō VS Chensō | 27 dicembre 2022 | 9 maggio 2023    |
| 12 | Aki sconfigge il Diavolo Fantasma liberandosi della paura dopo avere ricordato Himeno, permettendogli di approcciarlo senza combattere e tagliandogli la testa. Akane tenta di uccidere Aki con il Diavolo Serpente ma compare Kobeni e le punta un coltello alla gola. Aki chiede a Kobeni perché abbia deciso di rimanere nella Pubblica Sicurezza e questa risponde per l’imminente gratifica economica. Denji combatte Samurai Sword su un treno e lo sconfigge grazie a una motosega cresciutagli su una gamba. Prima di consegnare Samurai Sword alla polizia, Aki e Denji si sfidano a colpirlo sui testicoli per vedere chi lo farà gridare più forte. Il Diavolo Serpente uccide Akane in un atto di suicidio involontario per evitare che possa rivelare informazioni sul Diavolo Pistola mentre Makima rivela che la carne del diavolo ottenuta nella missione, unita a quella di cui erano già in possesso, permetterà loro di localizzarlo. Denji sogna una porta in un vicolo ma la voce di Pochita gli dice di non aprirla per nessun motivo. Nel frattempo una voce femminile chiede a Denji se preferisca essere un topo di campagna o un topo di città. |                  |                  |